# Phaseolus scabrellus
Phaseolus scabrellus là một loài thực vật có hoa trong họ Đậu. Loài này được Benth. ex S. Watson miêu tả khoa học đầu tiên năm 1882.